# Nokia 9110 Communicator

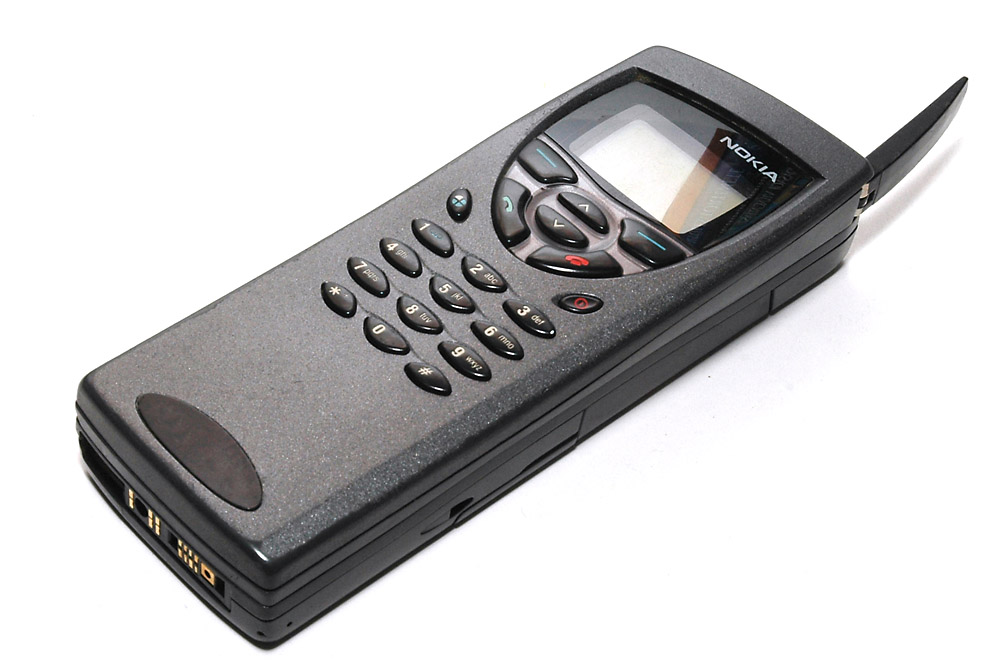
Nokia 9110

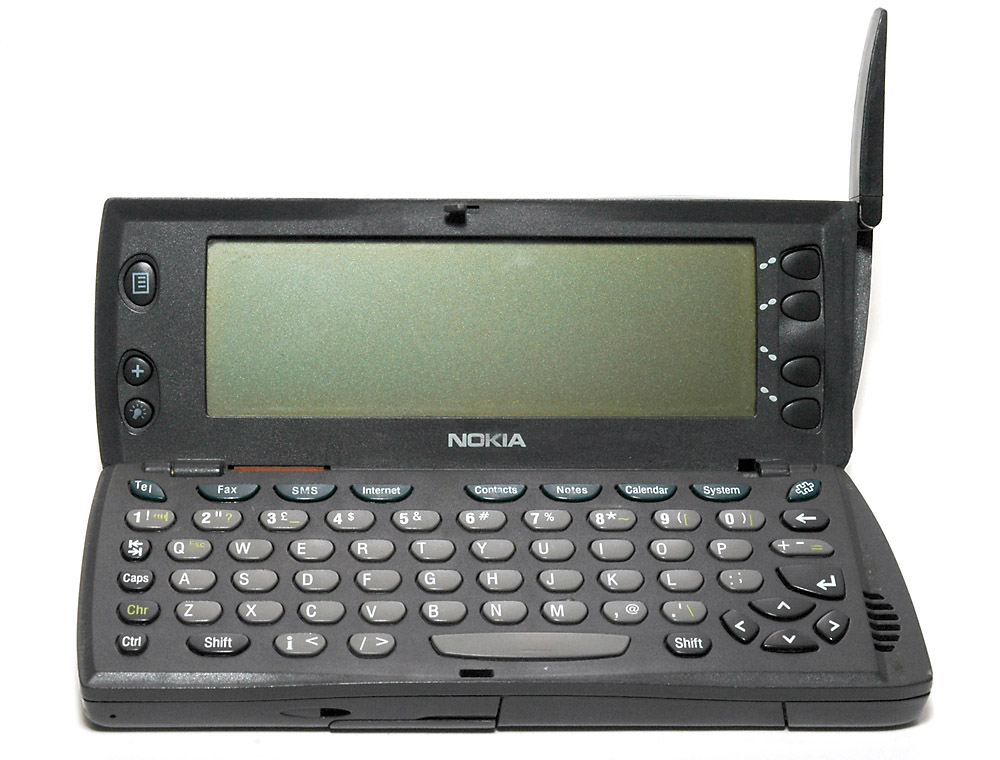
Nokia 9110

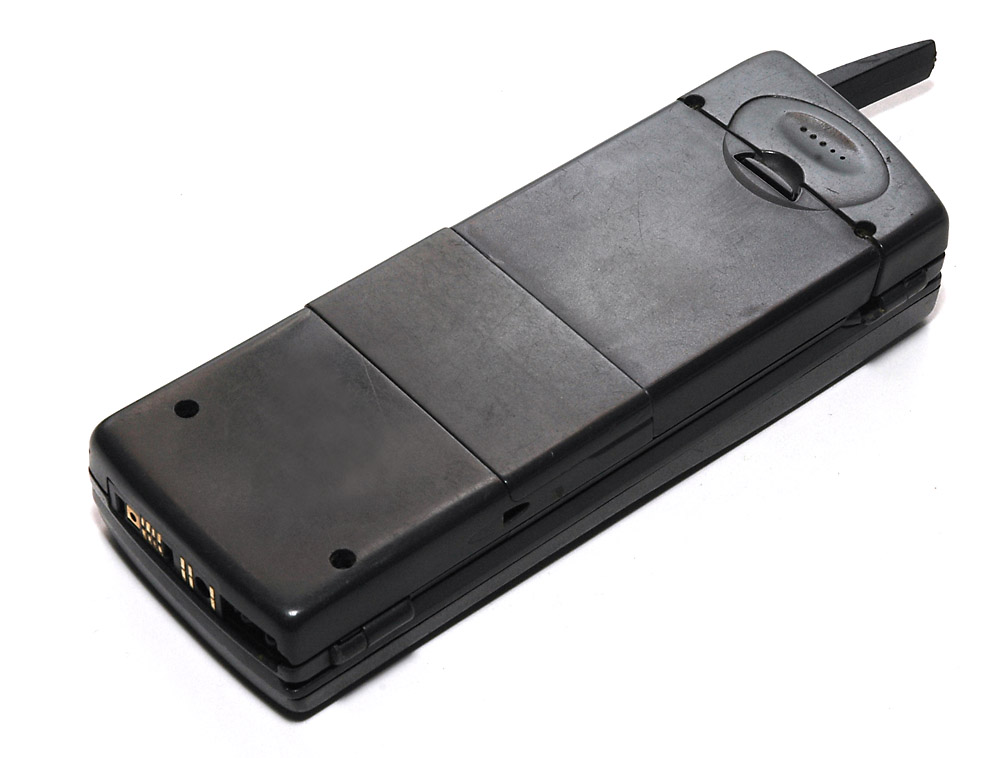
Nokia 9110

A Nokia 9110-es mobiltelefont a Nokia cég dobta piacra 1999-ben.
A piacon több hasonló telefon volt, Több is érintőképernyővel. Ilyen például az Alcatel One Touch Com készüléke, vagy az Ericsson gyártól az R380.

## Külső felépítés
A Nokia 9110, illetve 9110i legfőbb jellemzője, hogy teljes QWERTY billentyűzet van a telefonban, ez jelentősen megkönnyíti az üzenet-, illetve jegyzetírást. A telefonban két kijelző is van, egy külső, ez a hagyományos Nokia kijelző, öt soros, ilyen van a Nokia 5110 telefonban is. A belső kijelző 640×200 pixel, a külsőhöz hasonlóan monokróm. A belső kijelző megvilágítása nem automatikus, de egy külön gombbal be lehet kapcsolni. A telefon méretei (magasság, szélesség, vastagság): 158 mm × 56 mm × 27 mm. 

## Funkciók
A belső kijelzőn megjelenített szöveg méretét külön be lehet állítani. Jegyzetíráskor 3 betűtípust is alkalmazhatunk, illetve be lehet kapcsolni a félövér, dőlt, aláhúzott effekteket. Működnek a ctrl+c, v, x billentyűparancsok is. 
További funkciók: e-mail, illetve fax írás, adathívás alapú internet, infraport, MMC-kártyafoglalat, 8 MB beépített memória (ebből 2 MB elérhető a felhasználónak), számológép, világóra, dallamszerkesztő, átváltó, naptár, repülés üzemmód, illetve diktafon, ezzel telefonbeszélgetést is fel lehet venni. A telefon több hívást is tud egyszerre kezelni. 900 Mhz-es készülék, angol, vagy német menüvel, magyar nyelvűt nem készítettek hivatalosan, csak egy házi átirat keringett.

## Érdekesség
A 9110-est használták például az  Európa expressz c. filmen is.

## Kapcsolódó modellek
A Nokia Kommunikátorok időrendi sorban:
- Nokia 9000,
- Nokia 9210,
- Nokia 9300,
- Nokia 9500,
- Nokia e90,
- Nokia E7